# Prinses Carolina (1747)
Il Prinses Carolina era un vascello di quarta classe da 52 cannoni in servizio nella marina olandese tra il 1749 e il 1780, e poi nella Royal Navy come HMS Princess Carolina tra il 1780 e il 1799.

## Storia
Realizzato per contro dell'Ammiragliato di Rotterdam, il vascello da 54 cannoni Prinses Carolina  fu impostato presso il cantiere navale di Rotterdam sotto la direzione di Paulus van Zwijndrecht e varato nel 1747.
All'inizio del 1755, un nuovo Bey di nome Ali era salì al potere ad Algeri dopo che il precedente Bey, che era stato ben disposto nei confronti della Repubblica delle Sette Province Unite, era stato assassinato. 
Ali dichiarò guerra alla Repubblica, affinché le navi mercantili potessero essere nuovamente predate e gli equipaggi catturati come schiavi.
Nell'ottobre 1755 gli Stati Generali decisero di inviare nel Mediterraneo uno squadra di nove navi per proteggere i traffici mercantili. Al comando di tale formazione fu posto il contrammiraglio Willem van Wassenaer (1712–1783) che sarebbe salpato all'inizio del 1756. Wassenaer scelse come nave ammiraglia il vascello Prinses Carolina che si trovava incompleto a Rotterdam.  La nave non era mai stata immessa in servizio e non era pronta a salpare, e venne incaricato del suo completamento Leendert van Zwijndrecht che doveva agire in stretta consultazione con il contrammiraglio.
A questo scopo a van Zwijndrecht fu permesso di "saccheggiare" le altre navi. Bisognava costruire una cucina, sistemare le paratie e realizzare un sistema sperimentale di purificazione dell'aria. La nave era armata con 22 cannoni da 18 libbre in bronzo sul ponte di inferiore e 22 cannoni da 12 libbre in bronzo sul ponte superiore. Bisognava reclutare ufficiali, sottufficiali e uomini. Inoltre, Van Wassenaer voleva che sulla nave fossero addestrati tre guardiamarina di "discendenza decente" e voleva un vero ministro del culto, che fu Johannes van Zutphen. La domenica doveva dirigere la funzione religiosa e poi a bordo della Prinses Carolina erano attesi i capitani di tutte le altre navi.
All'inizio di maggio 1756 tutto era pronto, anche se per formare l'equipaggio si dovettero arruolare marinai a Echteld nel Gelderland. Il 13 maggio lo squadra salpò dalla rada di Hellevoetsluis, verso il Mar Mediterraneo, arrivando a Malaga, in Spagna, all'inizio del mese di giugno.
Le navi poi navigarono avanti e indietro al largo della costa orientale della Spagna, ma non si presentò nessuna nave algerina. Willem van Wassenaer scrisse all'ammiragliato di Rotterdam che la sua nave navigava bene, e virava senza problemi. Durante la navigazione in convoglio, aveva bisogno di poche vele per superare le altre navi.
Per mantenere alto l'addestramento degli uomini il contrammiraglio organizzava regolarmente delle gare. Una volta, mentre navigava al largo delle coste francesi, l'albero di maestra del Prinses Carolina, la vela e tutto il resto, finirono in mare e subito dopo anche l'albero del fiocco. Cinque uomini finirono in mare, quattro annegarono e tre rimasero gravemente feriti. Gli alberi erano molto vecchi e secchi.
L'8 marzo 1757 lo squadra era a Malaga, ed era il compleanno di van Wassenaer che decretò che tutte le navi dovessero essere pavonate in suo onore e che si sparassero 21 colpi di cannone a salve da ogni nave, a cominciare dalla Prinses Carolina. Uno dei marinai dipinse la nave pavonata e consegnò la tela al contrammiraglio. Nel maggio 1757 a bordo della Prinses Carolina scoppiò una epidemia, con 150 uomini che si ammalarono e 16 di essi perirono. Anche il contrammiraglio si ammalò e dovette lasciare temporaneamente il comando per curarsi nell'allora Regno di Valencia. Nel luglio 1757 alla squadra navale fu ordinato di ritornare in patria in quanto il Bey aveva firmato la pace. Il 9 ottobre di quell'anno, la Prinses Carolina gettò l'ancora nella rada di Hellevoetsluis.
Il 30 dicembre 1780 Prinses Carolina stava navigando nel canale della Manica quando fu avvistato da una formazione navale britannica presente nella rada de Le Dune, composta dai vascelli Bellona e Marlborough, dalla nave armata Dromedary e dallo sloop Sultana, appartenenti alla Channel Fleet. A detta dei testimoni il comandante della nave olandese ignorava che tra i due paesi vi fosse lo stato di guerra. Il comandante del Bellona, captain Richard Onslow, si portò risolutamente all'attacco e sparò con i cannoni del ponte inferiore colpendo la bandiera della Prinses Carolina e dopo mezz'ora di combattimento la nave olandese si arrese. La Bellona perse nello scontro un uomo ucciso e due feriti, la nave olandese ebbe quattro uomini uccisi e una dozzina feriti. Il Prinses Carolina si arrese al Marlborough del comandante Taylor Penny.
La nave fu integrata nella Royal Navy come fregata pesante, rinominata Princess Carolina, e armata con 44 cannoni. Il 14 giugno 1781 ne divenne comandante il captain Hugh Bromedge. Nel luglio di quell'anno l'armamento era composto da 20 canoni da cannoni da 18 libbre, 22 da 12 libbre e 2 da 9 libbre. Nel gennaio 1782 partecipò ad una scorta a un convoglio diretto nelle Indie Occidentali nel corso della guerra d'indipendenza americana. Il 26 giugno 1782 catturò la nave corsara francese da 24 cannoni Le Tartare. Nell'agosto dello stesso anno rientrò in Gran Bretagna e il 27 novembre fu messa in ordinaria. Nel 1791 fu convertita in nave deposito, e nel maggio 1799 fu affondata come frangiflutti a Harwich. I suoi resti vennero venduti per la demolizione nel 1802.

### Annotazioni
1. ↑  Prendeva il nome dalla figlia dello statholder Guglielmo IV, la principessa Carolina.

### Fonti
1. 1 2 3  Colledge, Warlow 2006, p. 277.
2. 1 2 3 4 5 6 7 8 9 10 11 12 13 14 15 16 17 18 19 20 21 22 23 24 25 26  Wassenaer.
3. 1 2  Tree Decks.
4. 1 2 3 4 5 6 7 8  Tree Decks.
5. 1 2 3  Morethannelson.
6. ↑  O'Byrne 1849, p. 838.